# Жернаков, Александр Андреевич
Александр Андреевич Жернаков — советский хозяйственный, государственный и политический деятель, Герой Социалистического Труда.

## Биография
Родился в 1918 году в селе Казьмяш. Член КПСС.
С 1939 года — на хозяйственной, общественной и политической работе. В 1939—1984 гг. — учитель в Тугулымской начальной школе, участник Великой Отечественной войны, механик авиационный 706-й подвижной авиационной самолетно-ремонтной мастерской 2-й воздушной армии, бухгалтер межрайконторы заготскот Винницкой области, бухгалтер чайной, инспектор райфинотдела, бухгалтер райсобеса и конторы заготлен, директор перерабатывающего пункта, заместитель директора Наровчатского пенькозавода, председатель колхоза имени XXII съезда КПСС Наровчатского района Пензенской области.
Указом Президиума Верховного Совета СССР от 8 апреля 1971 года присвоено звание Героя Социалистического Труда с вручением ордена Ленина и золотой медали «Серп и Молот».
Делегат XXII съезда КПСС.
Умер в Наровчате в 2001 году.